# Świstunki
Świstunki (Phylloscopidae) – rodzina małych ptaków z rzędu wróblowych (Passeriformes). W 2006 roku została wyłoniona z rodziny pokrzewkowatych. 

## Występowanie
Rodzina obejmuje gatunki występujące w Eurazji, Afryce i Oceanii; zasięg występowania jednego z gatunków (świstunka północna) obejmuje także Alaskę.

## Systematyka
Do rodziny należą cztery rodzaje:
- Rhadina
- Abrornis
- Phylloscopus
- Seicercus